# Scolioplecta allocotus
Scolioplecta allocotus är en fjärilsart som beskrevs av Ralph S. Common 1965. Scolioplecta allocotus ingår i släktet Scolioplecta och familjen vecklare. Inga underarter finns listade i Catalogue of Life.